# Tommy Lapid

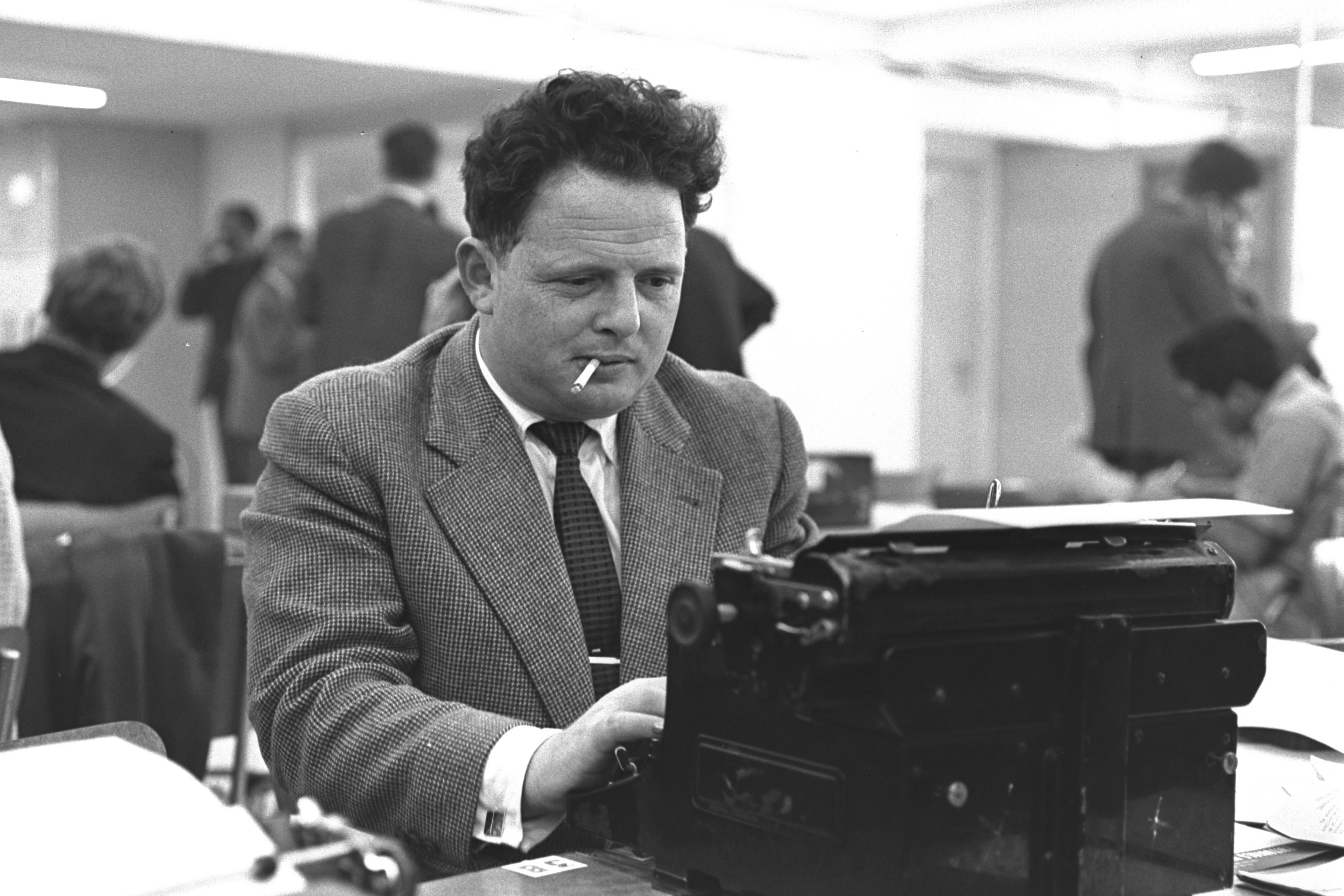
Tommy Lapid podczas procesu Eichmana (1961)

Tommy Lapid, również Josef Lapid hebr. יוסף (טומי) לפיד (ur. jako Tomislav Lampel 27 grudnia 1931 w Nowym Sadzie, zm. 1 czerwca 2008 w Tel Awiwie) – izraelski dziennikarz i polityk, członek Knesetu, wicepremier, ojciec Ja’ira.
Najbardziej znany z czasów, kiedy stał na czele świeckiej partii liberalnej Szinui. Był jej liderem od 1999 do 2006 roku. Był zaciekłym przeciwnikiem wpływu na rząd żydowskich ortodoksyjnych ugrupowań i partii religijnych.

## Życiorys
Urodził się jako Tomislav Lampel w Nowym Sadzie (wówczas w Królestwie Jugosławii), wyemigrował do Izraela w 1948 roku. Zamieszkał w Tel Awiwie, gdzie się ożenił. Miał dwójkę dzieci, w tym syna Ja’ira, również dziennikarza i polityka. Josef Lapid jest jednym z ocalałych z holocaustu, fakt ten rzutował na jego poglądy na temat Izraela i świata.
Ukończył prawo na Uniwersytecie Telawiwskim. Był prezesem Izraelskiego Związku Szachowego, byłym dyrektorem izraelskiego zarządu programów informacyjnych. Był dziennikarzem w gazecie „Ma’ariw”, piszącym artykuły o polityce, ale także satyry i humoreski.
Był także jednym z trzech prowadzących programu Popolitica na Kanale 1, w którym dyskutowali znani w Izraelu politycy. Dwoma pozostałymi prowadzącymi byli Amnon Dankner (dziś redaktor naczelny „Ma’ariw”) i rabbi Jisra’el Eichler (także członek Knesetu, ale z listy ortodoksyjnej partii religijnej Agudat Israel). Ta trójka znana była z ostrego i ciętego języka i gorących dyskusji, jakie prowadzili z zaproszonymi gośćmi i pomiędzy sobą.

### Kariera polityczna
Przyłączył się do liberalno-centrowego ugrupowania Szinui, przewodzonego przez Awrahama Poraza i szybko sprawił, iż stało się ono liczącą się partią. W wyborach w 1999 roku Szinui pod wodzą Lapida zdobyło 6 miejsc w parlamencie, a w 2003 roku już 15 mandatów, stając się trzecią siłą w Knesecie (za Izraelską Partią Pracy i Likudem). Sukces ten i ostateczne wejście w skład koalicji rządowej premiera Ariela Szarona stało się urzeczywistnieniem jednego z celów Szinui – zmniejszenia wpływów ultrareligijnego Szasu.
Jako członek parlamentu Lapid był przewodniczącym podkomisji spraw zagranicznych. Był także ministrem sprawiedliwości w gabinecie Szarona. Jednakże w grudniu 2004 zrezygnował z tego stanowiska i wyprowadził partię z rządu na znak protestu przeciwko przyznaniu przez premiera dodatkowych funduszy na ortodoksyjne instytucje religijne. Szaron uczynił to w celu utrzymania w koalicji partii Agudat Israel. Jednakże pod koniec marca 2005 Lapid zgodził się na poparcie projektu budżetu proponowanego przez rząd Szarona, w zamian m.in. za wstrzymanie wspomnianych wydatków. Ostatecznie jednak wycofał się z tych ustaleń, a w wyniku przedstawienia planu wycofania się z osiedli żydowskich w Strefie Gazy, bez poparcia rząd upadł i rozpisano nowe wybory.
W styczniu 2006 miały miejsce wewnątrzpartyjne wybory, których przedmiotem był kształt listy partyjnej w nadchodzących wyborach parlamentarnych.
Lapid został ponownie wybrany na przewodniczącego (na nr 1 na liście), nie mając kontrkandydata, a Poraz nie został wybrany na wicelidera partii (nr 2 na liście). Dwa tygodnie później Lapid zrezygnował z członkostwa w partii i poparł nowe ugrupowanie Poraza, Hetz.
Zmarł 1 czerwca 2008 roku, pochowany został na cmentarzu Kirjat Sza’ul.